# Himertosoma interruptum
Himertosoma interruptum là một loài tò vò trong họ Ichneumonidae.